# Livorno Ferraris (stacja kolejowa)
Livorno Ferraris (wł. Stazione di Livorno Ferraris) – stacja kolejowa w Livorno Ferraris, w prowincji Vercelli, w regionie Piemont, we Włoszech. Znajduje się na linii Turyn – Mediolan.
Według klasyfikacji RFI ma kategorię brązową.

## Linie kolejowe
- Turyn – Mediolan